# Nico Mantl
Nico Mantl (Monaco di Baviera, 6 febbraio 2000) è un calciatore tedesco, portiere dell'Arouca.

## Carriera

### Club
Mantl è cresciuto nell'Unterhaching dove ha debuttato il 5 maggio 2018 nell'incontro di 3. Liga perso 2-1 contro il Carl Zeiss Jena. Divenuto titolare nella stagione 2019-2020, nel gennaio del 2021 è stato acquistato a titolo definitivo dal Salisburgo.
Nel gennaio del 2023 è stato ceduto in prestito all'Aalborg per giocare con più frequenza. Rientrato in Austria, ha giocato un solo incontro di Bundesliga e nel gennaio 2024 è tornato nuovamente in prestito in Danimarca, al Viborg.

### Nazionale
Nel 2023 ha partecipato con la Germania Under-21 al campionato europeo.

## Statistiche

### Presenze e reti nei club
Statistiche aggiornate al 4 maggio 2024.
| Stagione        | Squadra         | Campionato      | Campionato | Campionato | Coppe nazionali | Coppe nazionali | Coppe nazionali | Coppe continentali | Coppe continentali | Coppe continentali | Altre coppe | Altre coppe | Altre coppe | Totale | Totale | Totale |
| Stagione        | Squadra         | Comp            | Pres       | Reti       | Comp            | Pres            | Reti            | Comp               | Pres               | Reti               | Comp        | Pres        | Reti        | Pres   | Reti   |        |
| --------------- | --------------- | --------------- | ---------- | ---------- | --------------- | --------------- | --------------- | ------------------ | ------------------ | ------------------ | ----------- | ----------- | ----------- | ------ | ------ | ------ |
| 2017-2018       | Unterhaching    | 3L              | 2          | -3         | CG              | 0               | 0               |                    | -                  | -                  |             | -           | -           | 2      | -3     |        |
| 2018-2019       | Unterhaching    | 3L              | 2          | -5         | CG              | 0               | 0               |                    | -                  | -                  |             | -           | -           | 2      | -5     |        |
| 2019-2020       | Unterhaching    | 3L              | 35         | -50        | CG              | 0               | 0               |                    | -                  | -                  |             | -           | -           | 35     | -50    |        |
| 2020-gen. 2021  | Unterhaching    | 3L              | 18         | -24        | CG              | 0               | 0               |                    | -                  | -                  |             | -           | -           | 18     | -24    |        |
| gen.-giu. 2021  | Liefering       | 2L              | 1          | 0          |                 | -               | -               |                    | -                  | -                  |             | -           | -           | 1      | 0      |        |
| gen.-giu. 2021  | Salisburgo      | BL              | 2          | -2         | CA              | 0               | 0               | UEL                | 0                  | 0                  |             | -           | -           | 2      | -2     |        |
| 2021-2022       | Salisburgo      | BL              | 3          | -2         | CA              | 3               | -1              | UCL                | 0                  | 0                  |             | -           | -           | 6      | -3     |        |
| 2022-gen. 2023  | Salisburgo      | BL              | 0          | 0          | CA              | 2               | -1              | UCL                | 0                  | 0                  |             | -           | -           | 2      | -1     |        |
| gen.-giu. 2023  | Aalborg         | SL              | 8          | -9         | CD              | 5               | -4              |                    | -                  | -                  |             | -           | -           | 13     | -13    |        |
| 2023-gen. 2024  | Salisburgo      | BL              | 1          | -1         | CA              | 0               | 0               | UCL                | 0                  | 0                  |             | -           | -           | 1      | -1     |        |
| gen.-giu. 2024  | Viborg          | SL              | 11         | -12        | CD              | 0               | 0               |                    | -                  | -                  |             | -           | -           | 11     | -12    |        |
| Totale carriera | Totale carriera | Totale carriera | 83         | -108       |                 | 10              | -6              |                    | 0                  | 0                  |             | -           | -           | 89     | -114   |        |

## Palmarès

### Club

#### Competizioni nazionali
- Campionato austriaco: 2

Salisburgo: 2020-2021, 2021-2022
- Coppa d'Austria: 1

Salisburgo: 2021-2022